# Provincia de Requena
La provincia de Requena es una de las ocho que conforman el departamento de Loreto en el oriente del Perú. Limita por el norte con la provincia de Maynas, por el este con la provincia de Mariscal Ramón Castilla y Brasil, por el sur con la provincia de Ucayali y por el oeste con la provincia de Loreto. Jerárquicamente desde el punto de vista de la Iglesia católica, forma parte del vicariato apostólico de Requena.

## Historia
La provincia fue creada mediante la Ley n.º 9815, del 2 de julio de 1943, en el gobierno del presidente Manuel Prado Ugarteche.

## Lote 95
En el año 2013 la compañía Gran Tierra Energy anunció el hallazgo del hidrocarburo en el pozo Bretaña Norte 95-2-1XD en el distrito de Puinahua. La empresa perforó un segundo pozo para confirmar las dimensiones estimadas y calculó que tendrían más de 100 millones de barriles de reservas en el campo Bretaña.
La empresa PetroTal opera en este campo y ha informado que en marzo de 2023  alcanzó un promedio de 20,500 barriles de petróleo por día.

## División administrativa
La provincia tiene una extensión de 49,477.80 km² y se divide en 11 distritos:
- Requena
- Alto Tapiche
- Capelo
- Emilio San Martín
- Maquía
- Puinahua
- Saquena
- Soplín
- Tapiche
- Jenaro Herrera
- Yaquerana

## Población
Según el Instituto Nacional de Estadísticas e Informática (INEI), la provincia de Requena tiene una población de 58.511 habitantes de acuerdo con el último censo oficial del 2017, y una proyección de 64.830 habitantes para el año 2023.
| Distritos         | Población según el censo de 2017 (INEI) |
| ----------------- | --------------------------------------- |
| Requena           | 25.313 habs.                            |
| Alto Tapiche      | 1.515 habs.                             |
| Capelo            | 2.566 habs.                             |
| Emilio San Martín | 6.089 habs.                             |
| Maquia            | 7.304 habs.                             |
| Puinahua          | 4.372 habs.                             |
| Saquena           | 3.365 habs.                             |
| Soplin            | 569 habs.                               |
| Tapiche           | 881 habs.                               |
| Genaro Herrera    | 4.608 habs.                             |
| Yaquerana         | 1.929 habs.                             |

### Población Electoral
Según la Oficina Nacional de Procesos Electorales (ONPE), en las últimas elecciones regionales y municipales (2022), la población electoral de la provincia de Requena fue de 48.643 electores hábiles.
| N.º                 | Distritos         | Nº de Electores hábiles |
| ------------------- | ----------------- | ----------------------- |
| 1                   | Requena           | 19.227                  |
| 2                   | Maquia            | 5.856                   |
| 3                   | Emilio San Martín | 4.915                   |
| 4                   | Puinahua          | 4.017                   |
| 5                   | Genaro Herrera    | 3.661                   |
| 6                   | Saquena           | 2,982                   |
| 7                   | Capelo            | 2,566                   |
| 8                   | Yaquerana         | 1.929                   |
| 9                   | Alto Tapiche      | 1.630                   |
| 10                  | Tapiche           | 1,086                   |
| 11                  | Soplin            | 774                     |
|                     | TOTAL             | 48.643                  |
| Fuente: (ONPE) 2022 |                   |                         |

## Capital
La capital de esta provincia es la ciudad de Requena, fundada el 23 de agosto de 1907.

## Turismo
- Reserva nacional Matsés (distritos de Yaquerana, Requena y Soplin), hábitat de 177 especies de peces, 10 nuevas para el Perú y 8 podrían ser nuevas para la ciencia; 43 especies de mamíferos grandes; entre 100 y 120 especies de anfibios, incluyendo los (sapo) y (rana), y 416 especies de aves.[7]

## Autoridades

### Regionales
- Consejeros regionales
  - 2019-2022[8]

  1. Javier Villacorta Nacimento (Restauración Nacional)
  2. Pedro Raúl Pacaya Tamani (Movimiento Integración Loretana)

### Municipales
- 2011-2014[9]
  - Alcalde: Marden Paredes|Marden Arturo Paredes Sandoval, del Movimiento Fuerza Loretana (FL).
  - Regidores: Isaac López Díaz (FL), Armenio Mafaldo Rengifo (FL), Martha Luz Torres Canayo De Yuimachi (FL), Óscar Ríos Puga (FL), Roberto Villacorta Mozombite (FL), Tania Luz Ayarza Camiñas (FL), Daniel López Vergara (Mi Loreto), Luis Emerson Suárez Ampuero (Movimiento Político Regional Unipol), Tulio Segundo Rucoba Chumbe (Movimiento Esperanza Región Amazónica).

### Religiosas
- Vicario apostólico de Requena: Monseñor Juan Tomás Oliver Climent, OFM;[10]
- Franciscanas Misioneras de María;
- Franciscanos de los Pies Descalzos;
- Terciarias Capuchinas de la Sagrada Familia y Hermanos de la Salle.

## Festividades
- 24 de junio: San Juan
- 23 de agosto: Aniversario de Requena
- Octubre: Fiesta patronal